# Pavček
Palček  je priimek več znanih Slovencev:
- Boštjan Pavček, plesalec
- Maj Pavček, fotograf
- Marija Metlika Pavček (1930—2019), pravnica, sodnica
- Marko Pavček (1958—1979), pesnik
- Saša Pavček (*1960), igralka, pesnica, dramatičarka
- Tone Pavček (1928—2011), pesnik, esejist, prevajalec, urednik, akademik
- Zdenko Pavček (*1957), poslovnež, "tajkun"